# Actinoposthia pigmentea
Actinoposthia pigmentea är en plattmaskart som beskrevs av Faubel 1976. Actinoposthia pigmentea ingår i släktet Actinoposthia och familjen Actinoposthiidae. Inga underarter finns listade i Catalogue of Life.